# Städtischer Friedhof (Bocholt)

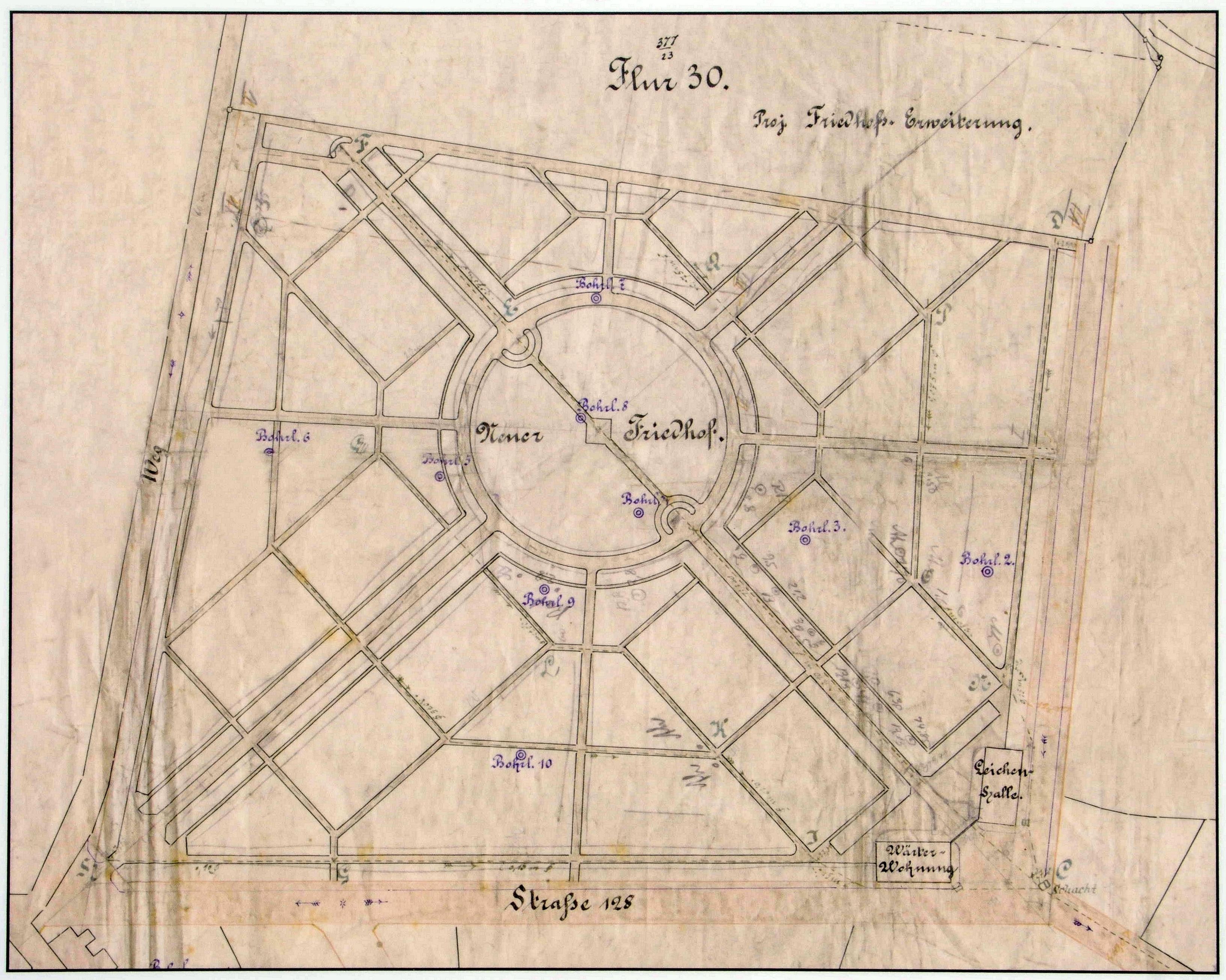
Entwurfsplan aus dem Jahr 1904

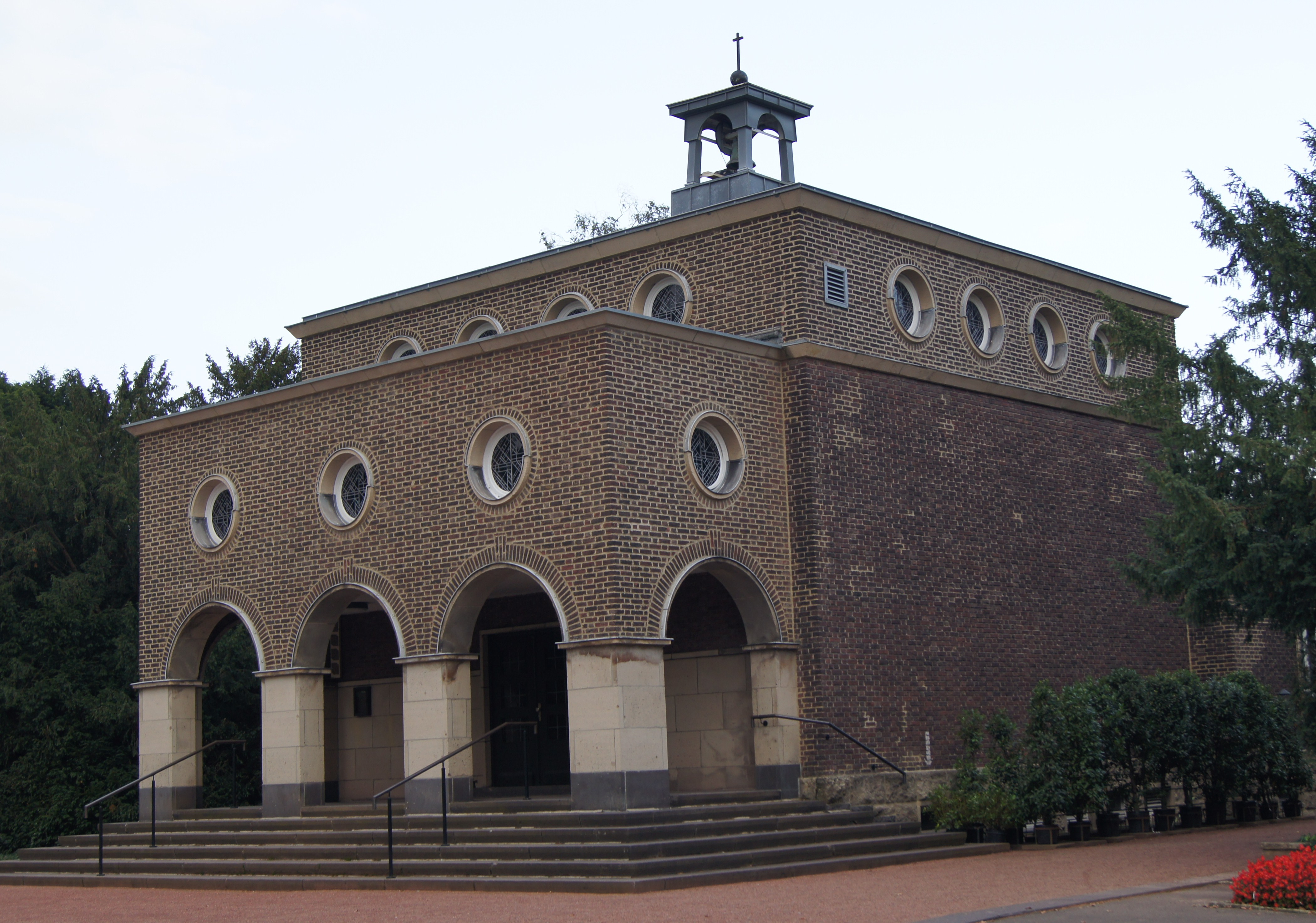
Trauerhalle aus dem Jahr 1936

Der Städtische Friedhof in der Blücherstraße in Bocholt ist eine denkmalgeschützte Anlage in Bocholt im Kreis Borken  (Nordrhein-Westfalen).

## Geschichte und Architektur
Die große Anlage in streng geometrischer Gliederung wurde 1904 von Stadtbaurat Friedrich Hermann Kraatz entworfen und in den 1920er Jahren unter der Leitung des Stadtbaurates Wilhelm Brockhoff gärtnerisch gestaltet, ausgebaut und mehrfach im Sinne der ursprünglichen Planung erweitert. 1908 löste der neue städtische Friedhof den alten Friedhof, der später zum Langenbergpark umgestaltet wurde, ab. Der Kernbereich ist durch zwei diagonale Alleen mit Linden und geschnittenen Platanen erschlossen. An der Kreuzung befindet sich ein in Terrassen ansteigendes Rondell mit Gräbern für die gefallenen Soldaten des Ersten und Zweiten Weltkrieges. Weiter östlich befindet sich eine Ehrenanlage für die Gefallenen des Zweiten Weltkrieges. Die repräsentativen Familiengrabstätten liegen entlang den Alleen und am Rondell, sie sind durch kastenförmige Eibenhecken von den dahinter liegenden Reihengräbern getrennt.
Die Trauerhalle wurde 1936 am nach Nordwesten verlegten Eingang errichtet. Der Bau ist ein durch Okuli und Tuffgesimse gegliederter Backsteinkubus. Der zweigeschossige Vorbau ist in Rundbögen geöffnet. Rückseitig schließt der Verwaltungstrakt an. Südlich der denkmalgeschützten Trauerhalle wurde 2021 ein Trauerhallenneubau mit 84 Sitzplätzen nach den Entwürfen von ch-quadrat Architekten, Dortmund, errichtet.